# Großer Streifenbeutler

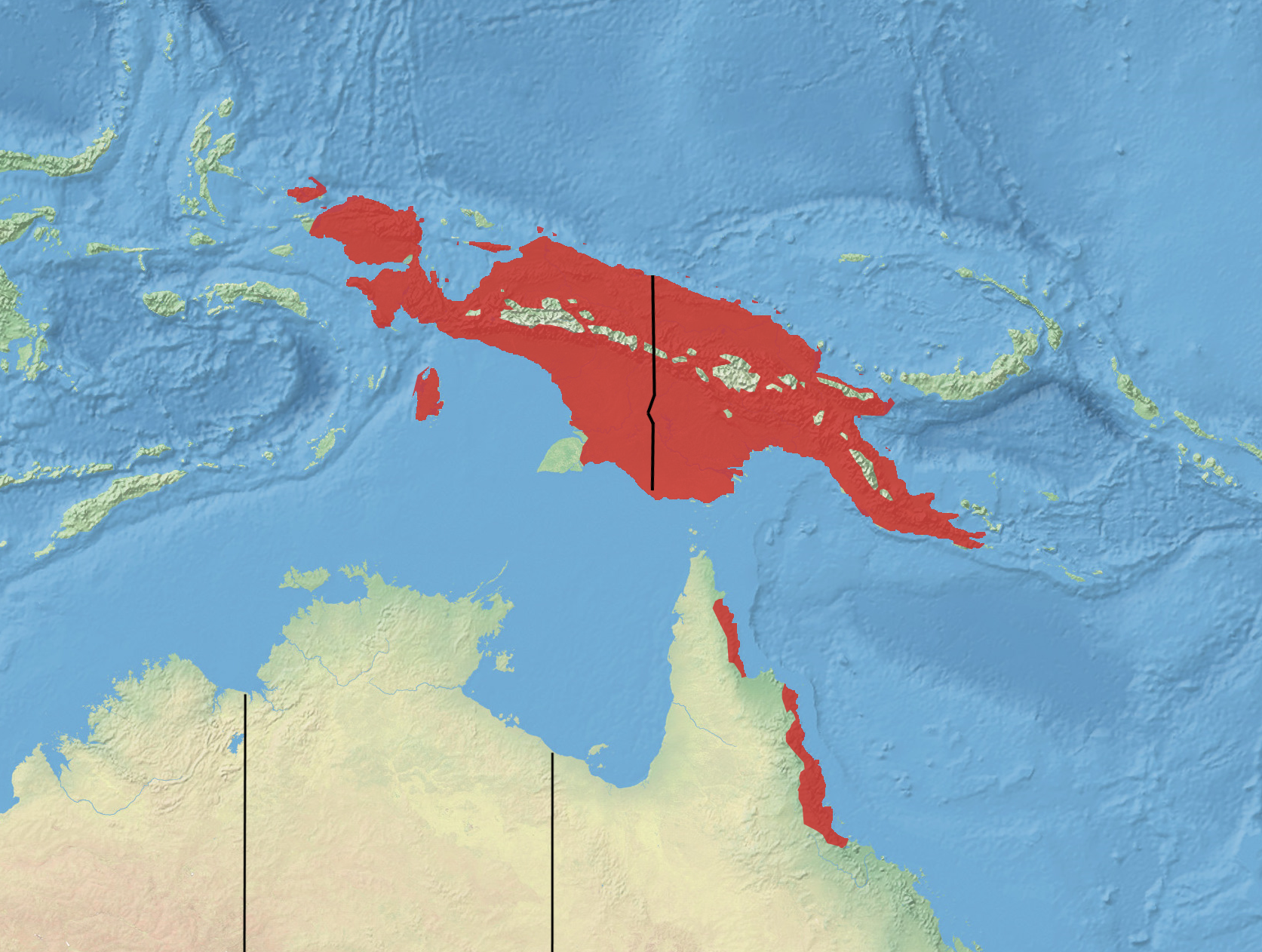
Verbreitungsgebiet

Der Große Streifenbeutler (Dactylopsila trivirgata) ist eine Art der Gleitbeutler (Petauridae), die in Neuguinea und im Nordosten von Australien vorkommt.

## Vorkommen und Unterarten
Es gibt vier Unterarten:
- Dactylopsila trivirgata trivirgata, die Nominatform kommt im Westen von Neuguinea, auf der Insel Yapen und auf den Aru-Inseln vor.
- Dactylopsila trivirgata kataui lebt im mittleren und südlichen Neuguinea im Einzugsgebiet des Fly.
- Dactylopsila trivirgata melampus kommt im Osten von Papua-Neuguinea vor.
- Dactylopsila trivirgata picata lebt in den Regenwäldern an der Nordostküste des  australischen Bundesstaates Queensland, etwa vom Kutini-Payamu-Nationalpark bis zum Paluma-Range-Nationalpark.

## Merkmale
Der Große Streifenbeutler erreicht eine Kopf-Rumpf-Länge von 24 bis 28 cm, hat einen 32 bis 39 cm langen Schwanz und erreicht ein Gewicht von etwa 430 bis 545 g (Männchen) bzw. 310 bis 475 g (Weibchen). Das Fell ist weißlich bis hellgrau. Drei dunkelbraune bis schwarze Streifen verlaufen auf dem Rücken. Verglichen mit dem Tate-Streifenbeutler (D. tatei) hat der Große Streifenbeutler einen längeren Schwanz, der aber nicht so buschig ist wie der des Bürstenschwanz-Streifenbeutlers (D. megalura). Vom Langfinger-Streifenbeutler (D. palpator) kann er durch den deutlich weniger verlängerten vierten Finger der Vorderhand unterschieden werden.

## Lebensraum und Lebensweise
Der Große Streifenbeutler lebt in Tieflandregenwäldern und in den unteren Bereichen der Bergregenwälder, in Nordostaustralien, wo der Regenwaldbereich sehr klein ist, auch noch in angrenzenden anderen Waldtypen (z. B. Wälder mit Eukalypten und Myrtenheiden). Die Tiere sind nachtaktiv und verbringen den Tag in Nestern in Baumhöhlen oder zwischen großen Epiphyten. Sie ernähren sich vor allem von Käferlarven, die im morschen Holz bohren. Bei der Nahrungssuche lösen sie Rinde und morsches Holz mit ihren kräftigen oberen Schneidezähnen und holen die Larve anschließend mit dem langen vierten Finger aus seinem Bohrloch, ähnlich wie es die madegassischen Fingertiere tun. Außerdem fressen sie Käfer, Ameisen, Termiten, Motten, Grillen, Schaben, Schnabelkerfe, Spinnen, Früchte, Pflanzensäfte (z. B. von Akazien) und möglicherweise auch Nektar. Große Streifenbeutler vermehren sich das ganze Jahr über, in Australien möglicherweise mit einer Häufung von März bis Juni. Pro Wurf werden ein bis zwei Jungtiere geboren. Große Streifenbeutler stoßen zweisilbige, gutturale Laute aus ("gar-gair, gar-gair"). Sie werden von Amethystpythons und Eulen erbeutet. Erbeutete Tiere stoßen laute Notrufe aus, worauf andere Streifenbeutler sich schnell nähern, um den Beutegreifer zu hassen.

## Gefährdung
Die IUCN stuft den Großen Streifenbeutler als nicht gefährdet (Least Concern) ein. Grund ist das sehr große Verbreitungsgebiet und das Vorkommen in verschiedenen Schutzgebieten.

## Belege
1. 1 2 3 4 5  Stephen Jackson: Family Petauridae (Striped Possums, Leadbeater's Possum and Lesser Gliders). In: Don E. Wilson, Russell A. Mittermeier: Handbook of the Mammals of the World – Volume 5. Monotremes and Marsupials. Lynx Editions, 2015, ISBN 978-84-96553-99-6, S. 560.
2. ↑  Stephen Jackson, Colin Groves: Taxonomy of Australian Mammals. Csiro Publishing, 2015, ISBN 978-1-4863-0013-6. (Leseprobe)
3. 1 2  Dactylopsila trivirgata in der Roten Liste gefährdeter Arten der IUCN 2016. Eingestellt von: Salas, L., Dickman, C., Helgen, K., Burnett, S. & Martin, R., 2015. Abgerufen am 30. Juni 208.